# Веггіс
Веггіс (нім. Weggis) — громада в Швейцарії в кантоні Люцерн, виборчий округ Люцерн-Ланд.

## Географія
Громада розташована на відстані близько 80 км на схід від Берна, 11 км на схід від Люцерна.
Веггіс має площу 11,8 км², з яких на 17,8 % дозволяється будівництво (житлове та будівництво доріг), 42,7 % використовуються в сільськогосподарських цілях, 37,9 % зайнято лісами, 1,6 % не є продуктивними (річки, льодовики або гори).

## Демографія
2019 року в громаді мешкало 4317 осіб (+2,2 % порівняно з 2010 роком), іноземців було 22,7 %. Густота населення становила 366 осіб/км².
За віковим діапазоном населення розподілялося таким чином: 14,5 % — особи молодші 20 років, 58,5 % — особи у віці 20—64 років, 27 % — особи у віці 65 років та старші. Було 2056 помешкань (у середньому 2,1 особи в помешканні).
Із загальної кількості 2239 працюючих 127 було зайнятих в первинному секторі, 551 — в обробній промисловості, 1561 — в галузі послуг.